# Damettan i ishockey 2019/2020
Damettan i ishockey 2019/2020 är Sveriges näst högsta serie i ishockey för damer och består av fyra regionala serier med totalt 22 lag (olika antal lag i varje serie).

## Deltagande lag
| Damettan Södra                                                                                       |
| --- |
| Hvidovre IK · Malmö Redhawks · IF Troja/Ljungby · Karlskrona HK · Linköping HC 2 · Trollhättans HC · |

| Damettan Västra                                                                      |
| ------------------------------------------------------------------------------------ |
| Färjestad BK Hällefors IK/Filipstads IF Leksands IF Sandvikens IK SHK HC Västerås IK |

| Damettan Östra                                                                                 |
| ---------------------------------------------------------------------------------------------- |
| AIK Almtuna IS Hammarby IF Haninge Anchors HC Kallhälls IF SDE HF Södertälje SK Tullinge TP HC |

| Damettan Norra                                    |
| ------------------------------------------------- |
| IF Björklöven Luleå HF Modo Hockey Skellefteå AIK |

## Grundserier
De fyra seriesegrarna går vidare till Playoff till SDHL. En förenings andralag och lag sammansatta av två föreningar får inte kvala till Svenska damhockeyligan och en förening med lag i SDHL måste ange tio utespelare och en målvakt som inte får delta i Damettan. Hvidovre IK från Danmark får inte heller kvala till SDHL..

## Tabeller

### Damettan Norra
| Nr | Lag            | S  | V  | O | F  | ÖV | ÖF | GM | IM | MS  | P  |
| -- | -------------- | -- | -- | - | -- | -- | -- | -- | -- | --- | -- |
| 1  | Skellefteå AIK | 18 | 14 | 3 | 1  | 0  | 3  | 58 | 26 | +32 | 45 |
| 2  | Modo Hockey    | 18 | 8  | 4 | 6  | 3  | 1  | 47 | 33 | +14 | 31 |
| 3  | IF Björklöven  | 18 | 6  | 2 | 10 | 1  | 1  | 41 | 53 | −12 | 21 |
| 4  | Luleå HF       | 18 | 3  | 1 | 14 | 1  | 0  | 26 | 60 | −34 | 11 |

Tabelldata är hämtade från Svenska Ishockeyförbundet.

### Damettan Västra
| Nr | Lag                        | S  | V  | O | F  | ÖV | ÖF | GM | IM | MS  | P  |
| -- | -------------------------- | -- | -- | - | -- | -- | -- | -- | -- | --- | -- |
| 1  | Färjestad BK               | 20 | 19 | 1 | 0  | 0  | 1  | 99 | 23 | +76 | 58 |
| 2  | Sandvikens IK              | 20 | 11 | 4 | 5  | 3  | 1  | 72 | 48 | +24 | 40 |
| 3  | Leksands IF 2              | 20 | 13 | 1 | 6  | 0  | 1  | 73 | 57 | +16 | 40 |
| 4  | SHK Hockey Club            | 20 | 5  | 2 | 13 | 1  | 1  | 40 | 68 | −28 | 18 |
| 5  | Hällefors IK/Filipstads IF | 20 | 5  | 0 | 15 | 0  | 0  | 45 | 76 | −31 | 15 |
| 6  | Västerås IK                | 20 | 2  | 2 | 16 | 1  | 1  | 26 | 83 | −57 | 9  |

Tabelldata är hämtade från Svenska Ishockeyförbundet.

### Damettan Östra
| Nr | Lag                | S  | V  | O | F  | ÖV | ÖF | GM  | IM  | MS   | P  |
| -- | ------------------ | -- | -- | - | -- | -- | -- | --- | --- | ---- | -- |
| 1  | Haninge Anchors HC | 28 | 23 | 2 | 3  | 2  | 0  | 128 | 25  | +103 | 73 |
| 2  | Södertälje SK      | 28 | 23 | 1 | 4  | 1  | 0  | 152 | 29  | +123 | 71 |
| 3  | AIK                | 28 | 16 | 4 | 8  | 2  | 2  | 96  | 46  | +50  | 54 |
| 4  | Hammarby IF        | 28 | 16 | 4 | 8  | 1  | 3  | 90  | 53  | +37  | 53 |
| 5  | SDE HF             | 28 | 12 | 3 | 13 | 2  | 1  | 97  | 112 | −15  | 41 |
| 6  | Almtuna IS         | 28 | 4  | 7 | 17 | 4  | 3  | 65  | 94  | −29  | 23 |
| 7  | Tullinge TP HC     | 28 | 2  | 5 | 21 | 2  | 3  | 50  | 132 | −82  | 13 |
| 8  | Kallhälls IF       | 28 | 1  | 4 | 23 | 1  | 3  | 46  | 233 | −187 | 8  |

Tabelldata är hämtade från Svenska Ishockeyförbundet.

### Damettan Södra
| Nr | Lag              | S  | V  | O | F  | ÖV | ÖF | GM | IM | MS  | P  |
| -- | ---------------- | -- | -- | - | -- | -- | -- | -- | -- | --- | -- |
| 1  | Malmö Redhawks   | 20 | 17 | 1 | 2  | 0  | 1  | 69 | 21 | +48 | 52 |
| 2  | Karlskrona HK    | 20 | 15 | 2 | 3  | 2  | 0  | 87 | 28 | +59 | 49 |
| 3  | IF Troja-Ljungby | 20 | 10 | 1 | 9  | 0  | 1  | 57 | 44 | +13 | 31 |
| 4  | Linköping HC 2   | 20 | 5  | 1 | 14 | 1  | 0  | 26 | 61 | −35 | 17 |
| 5  | Trollhättans HC  | 20 | 4  | 3 | 13 | 1  | 2  | 41 | 77 | −36 | 16 |
| 6  | Hvidovre IK      | 20 | 3  | 4 | 13 | 2  | 2  | 30 | 79 | −49 | 15 |

Tabelldata är hämtade från Svenska Ishockeyförbundet.